# Lian zhi feng jing
Lian zhi feng jing è un film del 2003 diretto da Miu-Suet Lai.